# Randolph Air Force Base

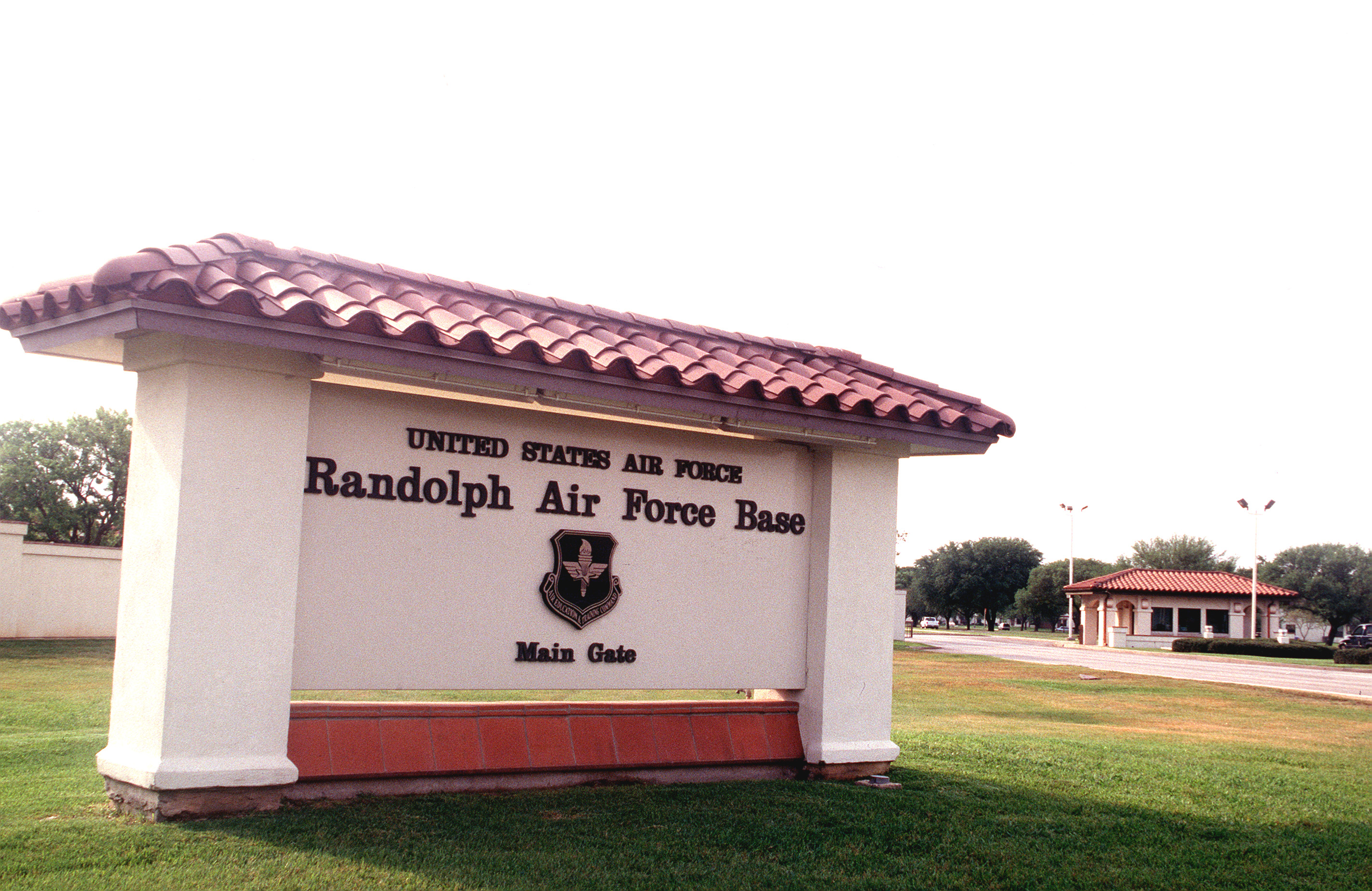
L'insegna e la porta principale di Randolph Air Force Base, metà anni 1990.

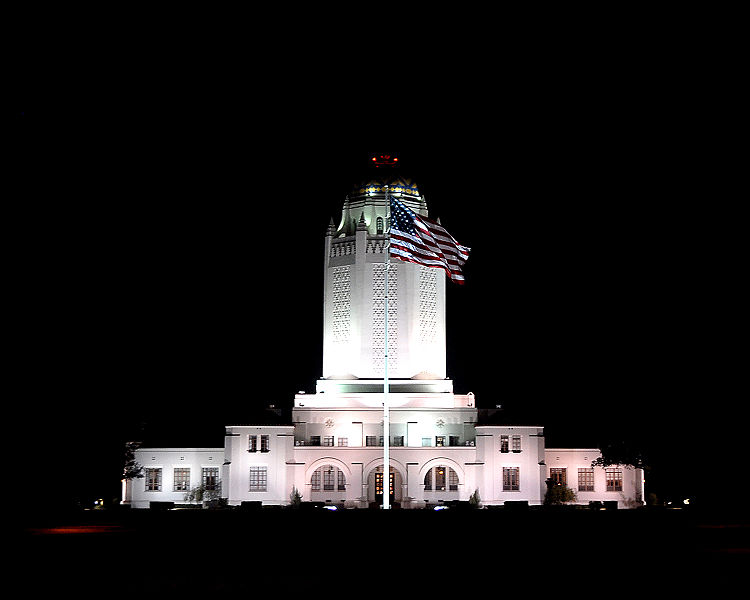
Il Building 100 di Randolph AFB, soprannominato il Taj Mahal.

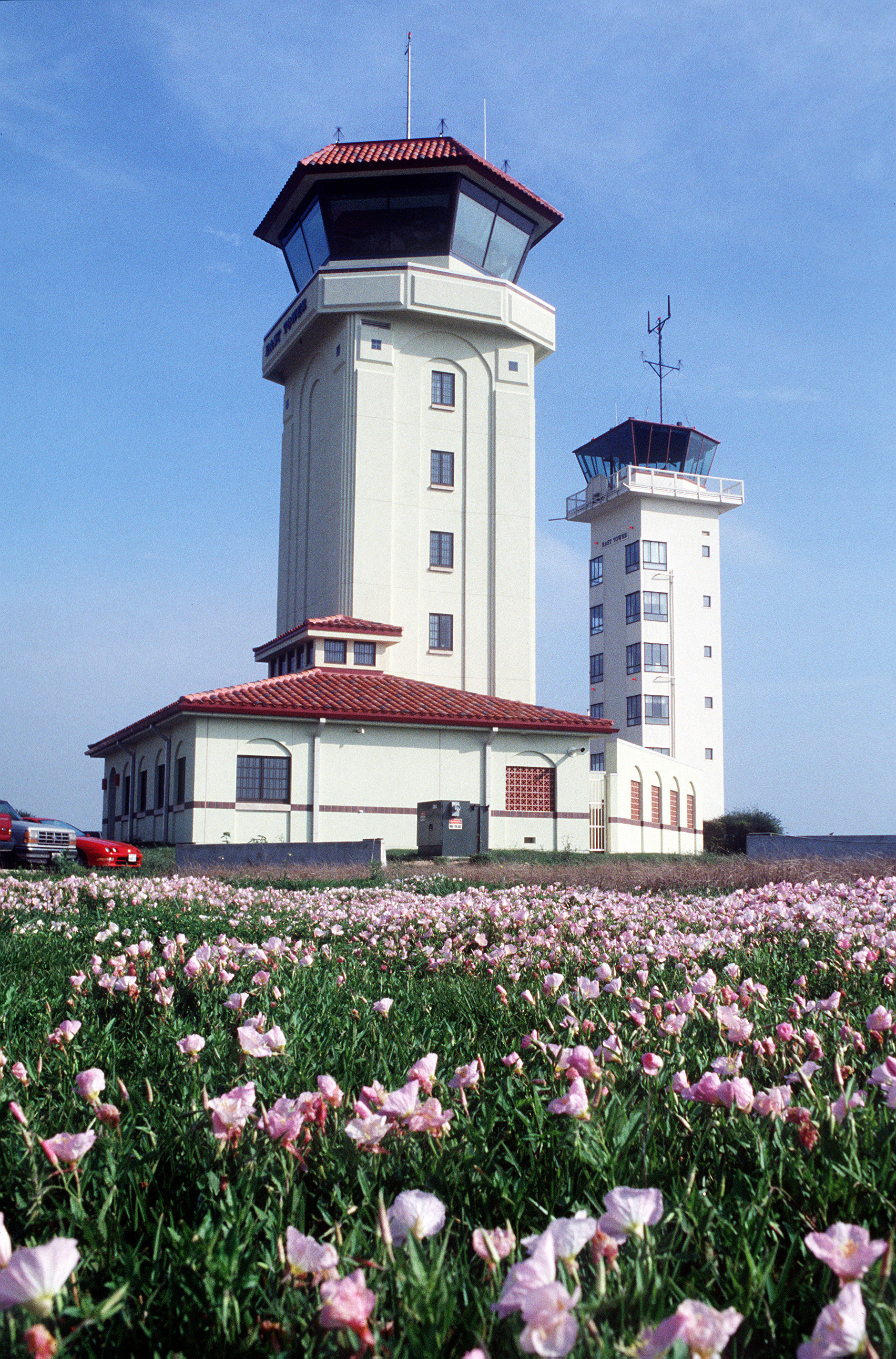
La vecchia torre di controllo e la nuova, 1997.

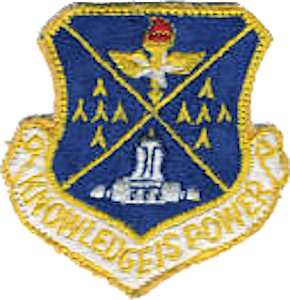
Distintivo del 3510th Pilot Training Wing

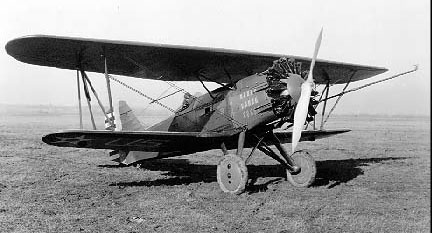
Un P-3 Hawk, affine al Curtiss AT-4 (Advanced Trainer) con cui si schiantò il capitano Randolph.

Randolph Air Force Base è una base USAF nei pressi di Universal City (Texas), a 23,8 km est-nordest dal centro di San Antonio. La base è sotto la giurisdizione del 902d Mission Support Group, Air Education and Training Command (AETC) ed ospita il comando principale della Nineteenth Air Force, che fa sempre parte dell'AETC.
Aperta nel 1931, la base è stata per la sua intera esistenza una struttura di addestramento al volo per lo United States Army Air Corps, le United States Army Air Forces, e per l'attuale aeronautica militare statunitense.
Randolph AFB appartiene alla Joint Base San Antonio, un'aggregazione del Fort Sam Houston dello United States Army, le Randolph Air Force Base e Lackland Air Force Base della United States Air Force, che si sono unite il 1º ottobre 2010.
La base è un census-designated place ai fini statistici, con una popolazione di 1 241 abitanti secondo il censimento del 2010.

## Toponomastica
La base deve il suo nome al capitano William Millican Randolph, nativo di Austin, che faceva parte del comitato per l'attribuzione del nome alla base quando morì in un incidente aereo (4 ottobre 1927). Funge da comando principale per lo Air Education and Training Command (AETC) ed anche per lo Air Force Personnel Center (AFPC) ed è nota come "l'attrazione turistica dell'aeronautica" per l'architettura "ispano-coloniale" che contraddistingue tutte le sue strutture, hangar compresi. Il simbolo della base è un grande serbatoio idrico a torre sopra l'Edificio 100, che accoglie il comando della più importante unità di volo di Randolph, il 12th Flying Training Wing (12 FTW). Per la sua forma caratteristica, il comando dello stormo è diventato famoso in tutta l'aeronautica come "il Taj Mahal", o semplicemente "The Taj".

## Unità
- 902d Mission Support Group

Appartenente allo JBSA 502d Air Base Wing, il 902d MSG è il punto di riferimento per tutte le attività della base, servendo e supportando il 12th Flying Training Wing e tutti i suoi compagni di missione, oltre a più di 24 000 pensionati che vivono nei paraggi.
- 12th Flying Training Wing (Tail Code:[5] RA)

Il 12th Flying Training Wing prepara e addestra aviatori e personale di appoggio per le operazioni necessarie in tutto il mondo. Lo stormo impiega piste parallele su ciascun lato delle principali strutture dell'installazione e svolge attività di volo 24 ore al giorno.
- 359th Medical Group

Il 359th MDG è una struttura medica esclusivamente ambulatoriale, che eroga cure mediche, terapie psicologiche, educazione sanitaria e supporto alla salute pubblica alla locale comunità militare.
- Comando principale di Air Education and Training Command

Tra le principali unità di stanza a Randolph AFB ricordiamo Air Force Personnel Center (AFPC), Air Force Manpower Agency, Air Force Recruiting Service, e la Region 4 dello Air Force Office of Special Investigations.

## Storia
L'idea di creare Randolph prese corpo poco dopo che il Congresso aveva approvato lo Air Corps Act del 1926 che cambiò il nome dello Army Air Service in Army Air Corps, creò due posti da brigadier generale e produsse un piano quinquennale di espansione per il sottodimensionato Air Corps. Una delle due nuove posizioni da generale andò a Frank P. Lahm, che assunse la responsabilità di tutto l'addestramento al volo.
Il generale Lahm costituì lo Air Corps Training Center nell'agosto 1926 stabilendone il comando principale a Duncan Field, vicino a Kelly Field (Texas). In breve tempo comprese che le strutture di Kelly e Brooks Field erano insufficienti per un addestramento appropriato. Gli edifici, eretti durante la prima guerra mondiale con la previsione che servissero per cinque anni, non avevano aree adatte per l'addestramento a terra, e gli alloggi erano inadeguati. Lo stesso rapido sviluppo urbano di San Antonio iniziava ad interferire con le operazioni di addestramento al volo. Il maggior generale Mason Patrick, capo dello Air Corps, visitò San Antonio in dicembre e consigliò che si costruisse un ulteriore campo addestrativo, e nell'aprile del 1927 una commissione di ufficiali nominati dal generale Lahm approvò un'inconsueta disposizione circolare.
Nel 1927, appena assegnato a Kelly Field come ufficiale logistico addetto al parco motori, il primo tenente Harold Clark progettò un campo di aviazione a quattro quadranti con una disposizione circolare di strutture tra piste parallele, dopo aver appreso che si doveva costruire un nuovo campo. Avendo studiato da architetto prima di arruolarsi durante la Prima guerra mondiale, Clark abbozzò sul retro di moduli usati le idee per una perfetta "Città dell'aria", allineando le piste con i venti prevalenti e piazzando le strutture in base alla funzione tra le piste per evitare che gli aerei dovessero iniziare l'atterraggio sopra agli hangar, come erano costretti a fare a Kelly. Clark portò i disegni al vicecomandante di Lahm, che immediatamente li condivise con la commissione del progetto. Il 1 novembre 1927 Clark presentò un progetto compiuto a Lahm, che ne fu così favorevolmente impressionato da inviare Clark al comando ACTC l'8 dicembre, per revisionare e sviluppare i piani.
La commissione affari militari della camera di commercio di San Antonio si fece subito parte diligente nella ricerca di una possibile collocazione per il campo di volo, che doveva essere adatta al progetto di aeroporto, invece di svilupparsi attorno come si faceva di solito. Venne inizialmente scelto un posto ad est di San Antonio nel maggio 1927, ma anche rifiutato per quelle ragioni. Il 31 dicembre 1927 si acquistò e si offrì all'Air Corps un secondo posto nei dintorni di Schertz (Texas). Il terreno doveva essere libero da vincoli, donato al governo, e non avere restrizioni quanto all'uso. Le procedure legali ritardarono l'accettazione della proprietà donata fino al 16 agosto 1928. Nel frattempo, dopo una controversia con una commissione di esperti ufficiali di alto grado dell'Air Corps che non gradivano il disegno circolare, la disposizione di Clark fu approvata lo stesso 16 agosto, e l'opera di costruzione iniziò il 1 novembre 1927. Era "il più grande progetto di costruzione intrapreso dall'esercito sino a quel momento, con l'eccezione del canale di Panama."
Il progetto di Clark fu sottoposto a George B. Ford, un urbanista e consigliere civile presso il servizio costruzioni del Quartermaster Corps la cui approvazione di tutti i progetti di siti per l'esercito era necessaria tra il 1926 ed il 1930. La proposta (2001) del National Park Service di qualificare il Randolph Field Historic District come National Historic Landmark così descriveva la disposizione architettonica del campo:

Pare che il progetto di Clark, sottoposto dall'Air Corps Training Center, fosse una delle nuove disposizioni che George B. Ford, nella sua veste di consigliere urbanistico al ministero della guerra, scelse per farne oggetto di dettagliate revisioni. Fatta eccezione per le strade circolari al centro della disposizione e per la collocazione dell linee di volo ai margini, il progetto del tenente Clark e la disposizione finale prescelta per Randolph Field avevano poche caratteristiche salienti in comune. La "disposizione ufficiale della base", firmata George B. Ford, A.I.A., fu approvata dal Chief of the Air Corps, dal Quartermaster General, e dal Chief of Staff for the Secretary of War nel gennaio 1929. Combinava elegantemente le esigenze operative e addestrative dell'Air Corps con avanzati principi di urbanistica. Tra le caratteristiche principali del progetto di Ford (che non appaiono nel piano del tenente Clark) vi sono la scenografica, suggestiva via d'accesso, il suo sbocco in Washington Circle (un piazzale più piccolo sotto Main Circle, già chiamato North Circle), e la collocazione di tre notevoli edifici attorno a Washington Circle, ad est, ad ovest e a sud. La disposizione finale di Randolph Field è palesemente l'opera di un magistrale urbanista.
Dopo che fu individuato il sito per allestire il campo, la sua denominazione fu decisa da una commissione, che lo legò alla memoria del capitano William Millican Randolph, nato ad Austin (Texas) e laureato alla Texas A&M, rimasto vittima il 17 febbraio 1928 dello schianto di un Curtiss AT-4 Hawk, 27–220, in fase di decollo da Gorman Field (Texas). Il capitano Randolph è sepolto nel cimitero nazionale di Fort Sam Houston.

### Scuola di medicina aeronautica
Sebbene solo parzialmente completata, Randolph Field fu inaugurata il 20 giugno 1930, con un afflusso di pubblico stimato in 15 000 persone ed un sorvolo radente eseguito da 233 aerei. Il sindaco di San Antonio, C.M. Chambers, offrì formalmente la "West Point dell'aria" al comandante supremo dell'aeronautica, maggior generale James Fechet. All'inizio del 1931 la Scuola di medicina aeronautica (School of Aviation Medicine) cominciò a trasferirsi a Randolph da Brooks Field, assieme all'originario squadrone di servizio. Il 1 ottobre lo Air Corps Training Center spostò il suo comando da Duncan Field a Randolph e contemporaneamente si trasferì gran parte del relativo personale. La scuola volo di Brooks Field fu chiusa il 20 ottobre, e cinque giorni più tardi fece lo stesso quella di March Field; il 2 novembre 1931 a Randolph aprì la Primary Flying School.
Tra ottobre del 1931 e marzo del 1935 si presentarono a Randolph più di 2 000 candidati al corso piloti, e la base attivava un nuovo corso ogni quattro mesi. Il 47% degli allievi ottenne il brevetto di pilota e proseguì con i corsi avanzati. Il 75% di tutto l'addestramento primario si svolse a Randolph Field. Nel 1932 il campo disponeva di 251 aerei da addestramento primario, in gran parte vetusti Consolidated PT-3 "Trusty", ma gradualmente furono affiancati dal Consolidated PT-11D, che divenne l'addestratore ordinario dell'Air Corps negli anni 1930.

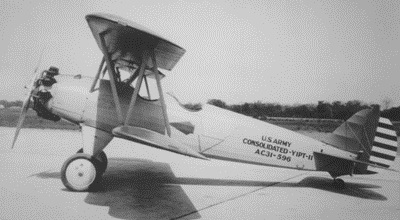
Un addestratore Consolidated PT-11D

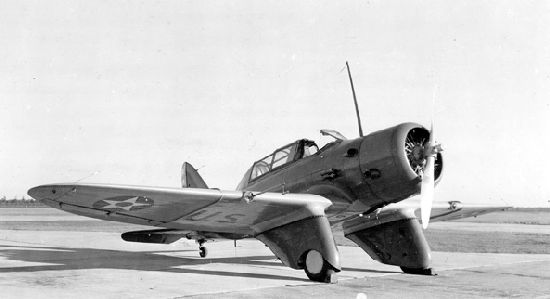
Un addestratore Seversky BT-8

Nel 1936 fece la sua apparizione sui cieli di San Antonio il celebre Stearman PT-13 Kaydet. L'addestramento di base seguì il primario, inizialmente su Douglas BT-1 e BT-2B. Successivamente fu introdotto come addestratore di base il Seversky BT-8, ma esso ben presto apparve troppo difficile da condurre e nel 1935 venne rimpiazzato dal North American BT-9.
L'aumento delle ore di volo previste per i cadetti ed un programma più esteso resero necessari campi ausiliari nel raggio di 15 km da Randolph per gestire il volume di decolli ed atterraggi, e nel 1932 Randolph fu attorniato da sette campi (in senso orario da ovest a sudovest): Dodd, Cade, Davenport, Marion, C.A. Krueger, Zuehl, e Martingale. L'addestramento primario continuò a Randolph fino a settembre 1939, quando l'espansione dell'Air Corps costrinse ad esternalizzare l'addestramento primario presso scuole civili, e la missione di Randolph si restrinse al solo addestramento di base dei piloti.
Il già nominato Air Corps Act del 1926 imponeva che i piloti qualificati costituissero il 90% di tutti gli ufficiali dell'Air Corps. Per questa regola, praticamente tutti i nuovi ufficiali dell'Air Corps furono sottoposti al rigoroso programma di addestramento piloti di Randolph e, anche in considerazione della bellezza architettonica della base, la definizione West Point dell'aria coniata dal sindaco Chambers divenne il soprannome ufficioso di Randolph Field. Il film del 1935 West Point of the Air fu effettivamente girato a Randolph.

### Dagli anni 1940 agli anni 1970

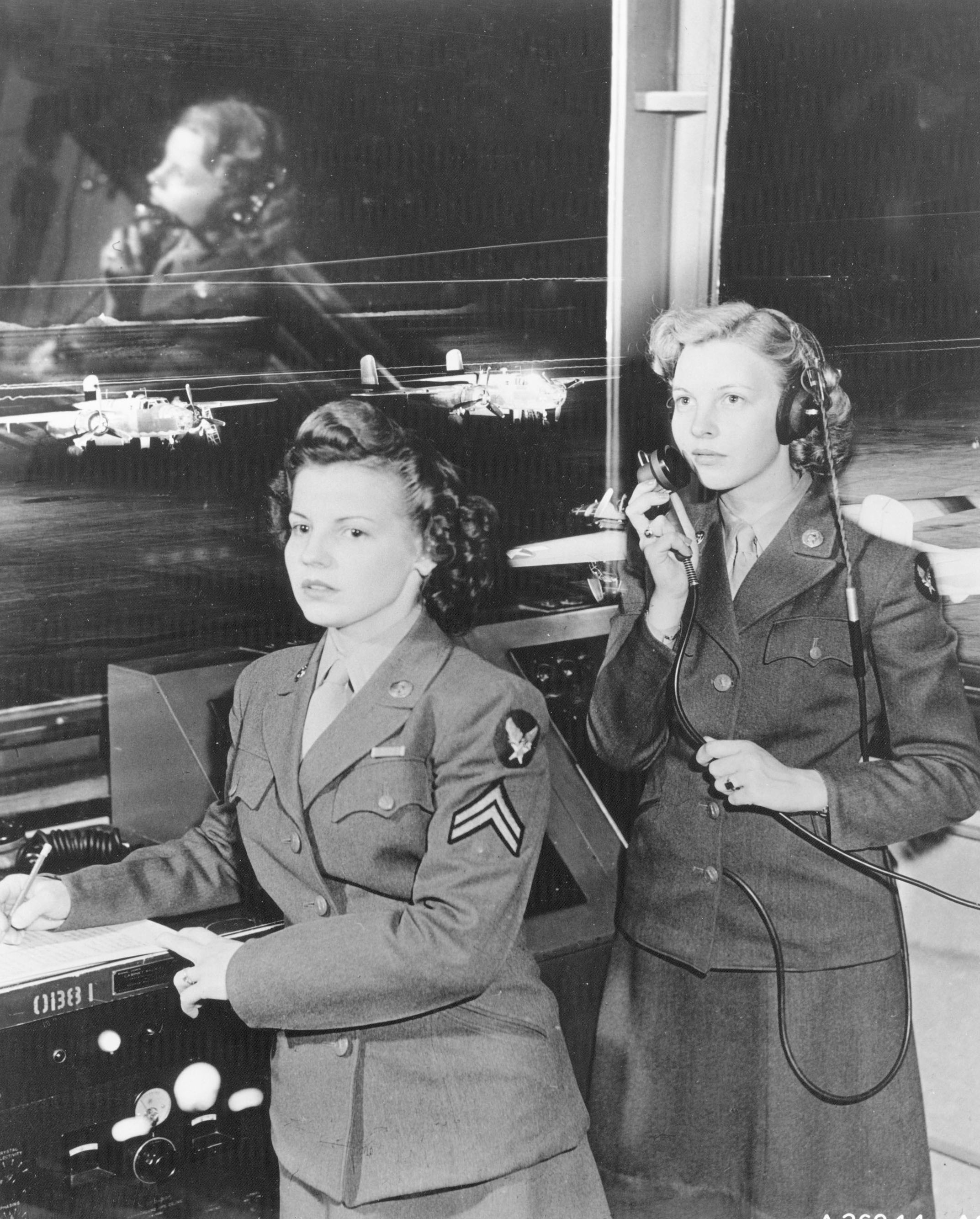
Donne aviere dello Women's Army Corps, Randolph Field (Texas), 1944

Nel giugno 1941 l'Air Corps divenne United States Army Air Forces. L'addestramento al volo di base proseguì a Randolph fino al marzo 1943, quando fu creata la Army Air Forces Central Instructors School (CIS). Nei due anni successivi furono preparati dalla CIS gli istruttori di addestramento per le scuole a terra, gli istruttori piloti (compresi quelli civili "in appalto") per tutte e tre le fasi di addestramento al volo, e gli ufficiali destinati a compiti amministrativi presso le basi di comando dell'addestramento aereo. Randolph produsse 15 396 istruttori diplomati da tale corso, che nel 1945 fu però trasferito a Waco Field (Texas). In conseguenza di questo trasferimento, la CIS a Randolph fu sostituita dalla scuola piloti delle Army Air Forces, che si specializzò nell'erogare addestramento a piloti, copiloti e tecnici che passavano ad utilizzare il bombardiere B-29. Nel dicembre 1945 l'addestramento primario dei piloti rientrò a Randolph da Goodfellow Field. Il corso 42-X attribuì le "ali" a 235 piloti con un programma sperimentale che inviava gli aspiranti piloti direttamente all'addestramento degli istruttori, senza che avessero prima seguito la scuola primaria; ma ancorché il corso fosse considerato un successo, lo AAF Flying Training Command non ritenne di adottarlo come procedura ordinaria. La Central Instructor School ritornò a Randolph nel novembre 1945, prese il nome di AAF Pilot Instructors School, e poi trasferita a Barksdale Field (Louisiana) il successivo 12 marzo.
Al pari di altri enti militari durante la seconda guerra mondiale, Randolph ospitava una squadra "intercollegiate" di football, soprannominata Randolph Field Ramblers. Nel 1943, con l'allenatore Frank Tritico, la formazione ottenne un risultato 9-1-0, e fu invitata a partecipare al Cotton Bowl Classic del 1 gennaio 1944, dove tenne testa all'Università del Texas - Austin spuntando un pareggio 7–7. Nella stagione 1944, forte di fuoriclasse come l'ex All-American and National Football League Rookie of the Year Bill Dudley e l'All-American running back Glenn Dobbs, più altri otto ex giocatori NFL, la squadra collezionò 11 vittorie, e fu votata al terzo posto nazionale in un sondaggio dell'Associated Press.
Le Army Air Forces si proposero anche di riportare l'addestramento di base per i piloti a Randolph il 1 febbraio 1946. Benché nel febbraio 1946 avessero trasferito l'addestramento di base da Goodfellow Field, le Army Air Forces sospesero ogni attività addestrativa di piloti nel momento in cui ci fu scarsità di personale addetto alla manutenzione. La United States Air Force (USAF) divenne una forza armata autonoma il 18 settembre 1947, e Randolph Field assunse ufficialmente l'attuale denominazione (Randolph Air Force Base) il 13 gennaio 1948.
Quando, nel marzo 1948, Randolph riprese le sue attività di addestramento al volo, l'addestramento primario dei piloti fu cancellato dal suo programma, e nell'agosto dello stesso anno fu attivato il 3510th Pilot Training Wing (Basic). In seno a detto reparto, il 7 agosto 1950, durante la guerra di Corea, fu costituito il 3511th Combat Crew Training Group per addestrare equipaggi del B-29 Superfortress, e la scuola per piloti istruttori fu trasferita a Craig Air Force Base (Alabama).
Il 1 aprile 1952 l'aeronautica diede vita alla Crew Training Air Force (CTAF) che aveva il comando principale a Randolph. Comprendendo anche il 3510th, l'addestramento al B-29 svolto dal 3511th Flying Training Group (Medium Bomber) si protrasse per cinque anni, e consuntivamente produsse 21 519 membri di equipaggio. Nel 1954, essendosi ridotto il fabbisogno di operatori per B-29, la CTAF organizzò l'addestramento strumentale per equipaggi di quadrimotore da trasporto usando il Fairchild C-119 Flying Boxcar, ed affiancò alle attività di Randolph l'addestramento di equipaggi per Martin B-57 Canberra, sebbene la carenza di istruttori qualificati facesse chiudere quest'ultimo programma dopo due anni. La scuola elicotteristi USAF ebbe sede a Randolph dal giugno 1956 al luglio 1958. Il 3510th addestrò equipaggi di Boeing KC-97 Stratofreighter dal giugno 1957 al luglio 1958, dopo di che lo Strategic Air Command assegnò ad uno stormo di stanza a Randolph, il 4397th Air Refueling Wing, il compito di istruire equipaggi fino al 15 giugno 1962.
La Crew Training Air Force cessò il 1 luglio 1957, e il comando principale della Flying Training Air Force fu trasferito a Randolph. Poco dopo — tra il 1 agosto ed il 30 settembre — la sede principale dell'Air Training Command (ATC) stesso fu spostata da Scott Air Force Base (Illinois) a Randolph. All'inizio del 1958 l'ATC divenne competente in via esclusiva per tutte le attività addestrative dell'aviazione e furono soppressi tutti gli altri comandi addestrativi (compresa la Flying Training Air Force). Il 3510th CCTW fu rinominato 3510th Flying Training Wing il 1 giugno 1958 con il compito principale di formare i piloti di aviogetto USAF.

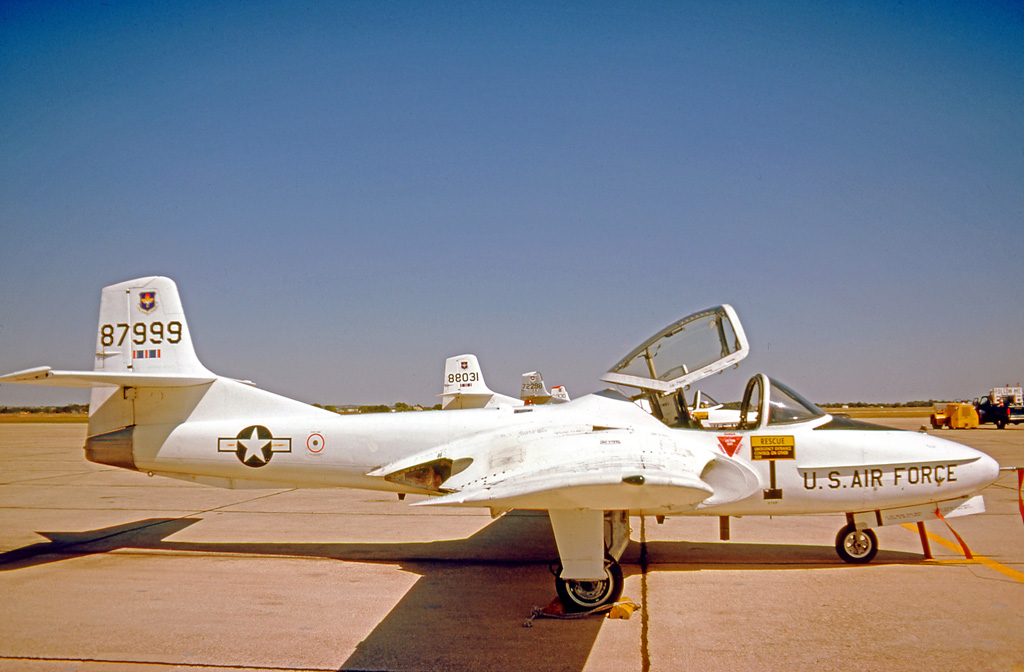
Il T-37B Tweet addestratore principale del 559 FTS, 12 FTW, a Randolph AFB nel 1975

Il Lockheed T-33 Shooting Star fu l'infaticabile addestratore negli anni 1950 e 1960 a Randolph. Nel 1961 l'attività di addestramento istruttori piloti (pilot instructor training - PIT) tornò al 3510th Flying Training Wing. Randolph divenne la base aeronautica del PIT primario poiché l'Air Force rinnovò completamente il suo programma di addestramento piloti, eliminando i nove squadroni indipendenti di addestramento piloti (istruttori esternalizzati) che avevano svolto l'addestramento primario per un decennio e preparandosi ad eseguire tutto l'addestramento dei piloti preliminare al brevetto (undergraduate pilot training - UPT) su aerei a reazione. Il corso 62-FZ diplomò 25 piloti che avevano coltivato l'addestramento sul nuovo Northrop T-38 Talon, a quel tempo in fase di prova e valutazione, solo il secondo corso di aspiranti che ricevettero le "ali" (distintivo da pilota) a Randolph (il primo corso, in questo senso, fu il 42-X). Il fabbisogno di nuovi piloti durante la guerra del Vietnam (1955—1975) impose nuovamente di trasferire il PIT da Randolph a Perrin e Tyndall, e il 16 maggio 1967, pur mantenendo la sua classificazione di "addestramento al volo", Randolph riprese l'addestramento primario sul Cessna T-37 divenendo il nono stormo UPT. Ci furono 1 269 piloti brevettati a Randolph prima che in quella sede cessasse l'UPT, il 2 ottobre 1971. Gli squadroni PIT di Perrin e Tyndall nel giugno 1971 rientrarono a Randolph che divenne l'unica fonte USAF di piloti istruttori UPT.

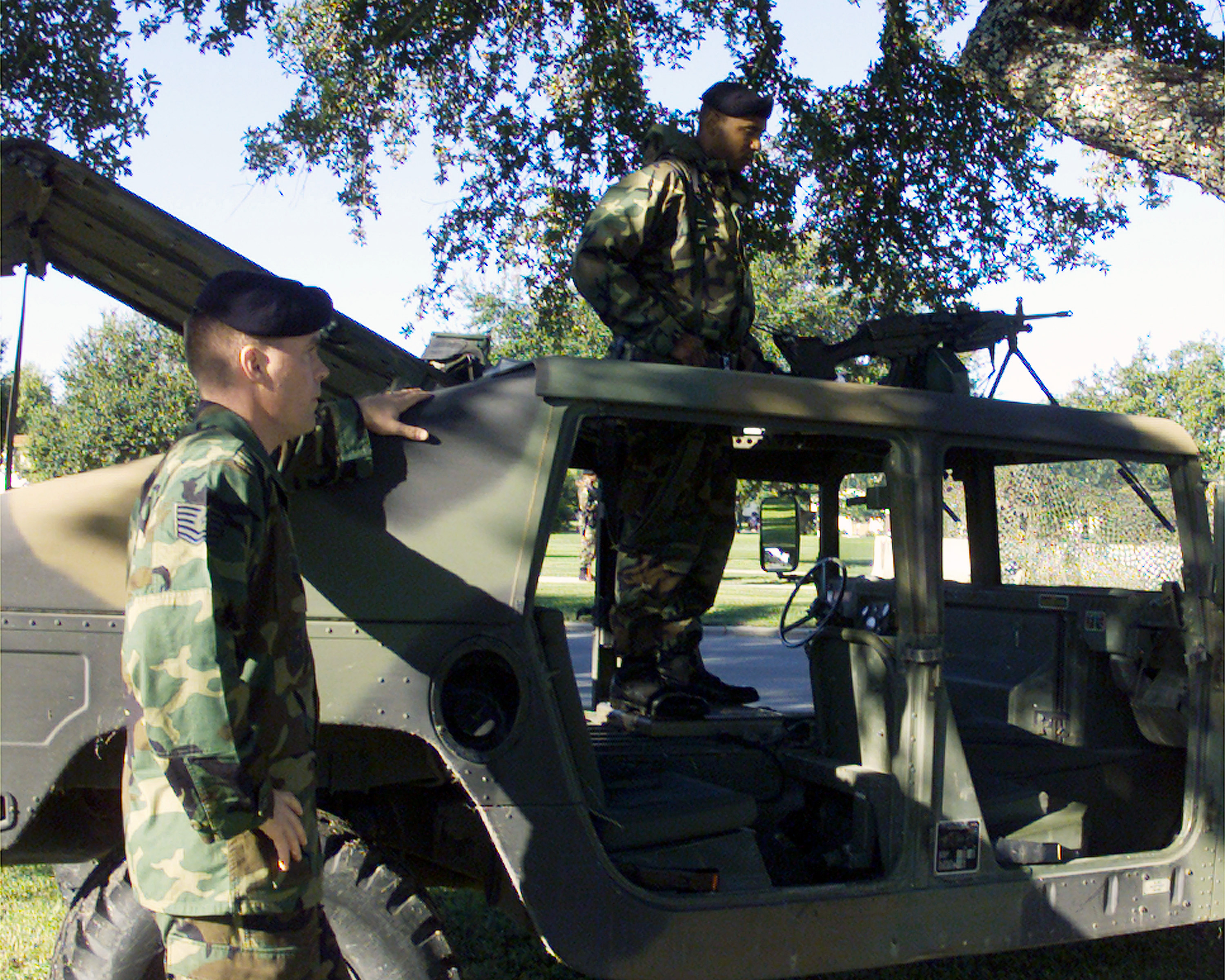
Avieri a guardia del perimetro di Randolph AFB nel 2001, due settimane dopo gli attacchi dell'11 settembre.

Per mantenere la tradizione e le storie delle unità combattenti, l'Air Force ordinò all'ATC di sostituire, nei suoi stormi volo e addestramento piloti, i codici identificativi a quattro cifre con altri a due cifre. Il 3510th FTW divenne il 12th Flying Training Wing (12 FTW) il 1 maggio 1972, conservando la designazione dello stormo tattico di caccia disattivato in Vietnam il novembre precedente. Il 12th FTW rimase l'unità "padrona di casa" a Randolph AFB per quasi 38 anni, fino al 31 gennaio 2010, quando tale ruolo fu assunto dal 502d Air Base Wing, dal momento che Randolph era divenuta una componente della Joint Base San Antonio.

### Storia recente

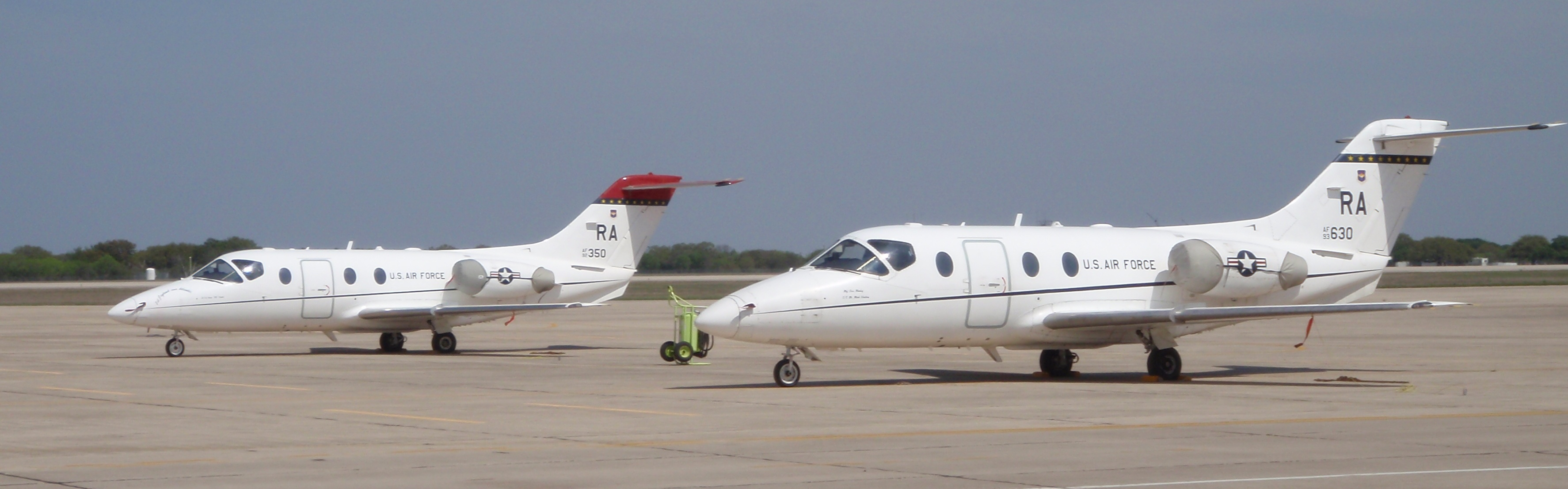
Due T-1 del 99th Flying Training Squadron, che si occupa di addestrare i Combat Systems Officer.

Oggi, il 12 FTW svolge addestramento per piloti istruttori e addestramento di recupero/periodico su T-6A Texan II, T-38C Talon e T-1A Jayhawk. Lo stormo impiega altresì il T-1A in appoggio allo Specialized Undergraduate Navigator Training (SUNT), una missione che assunse in seguito alla chiusura (per razionalizzazione Base Realignment and Closure (BRAC)) di Mather Air Force Base (California) ed alla disattivazione del 323d Flying Training Wing. Il SUNT addestra i candidati USAF al ruolo di Navigator/Combat Systems Officer per i velivoli B-52 Stratofortress, E-3 Sentry, E-8 Joint STARS, RC-135, non-PACER CRAG KC-135 Stratotanker, e C-130 Hercules, ed anche i candidati Naval Flight Officer destinati a velivoli P-3C Orion, EP-3 Aries e E-6 Mercury della U.S. Navy e appartenenti a basi su terraferma.
Il 12 FTW forma anche, attraverso il SUNT, numerosi ufficiali allievi della NATO o di altri paesi alleati USA, inoltre concorre all'addestramento di personale USMC e United States Coast Guard tramite la Marine Aerial Navigation School (MANS). La Marine Aerial Navigation School rimase a Randolph finché non fu disciolta al completamento del corso 04-01 il 31 luglio 2004. Presso il 12 FTW si pratica anche l'addestramento avanzato per Electronic Warfare Officer in favore del personale destinato a tale impiego nell'USAF.
Il 12 FTW gestisce pure un campo aggiuntivo per avvicinamenti addestrativi ed atterraggi touch-and-go a circa 18 km est-nordest di Randolph, a Seguin (Texas). Conosciuta come Randolph AFB Auxiliary Field/Seguin Field, questa aerosuperficie fu in origine costruita con tre piste nel 1941. Normalmente non sorvegliato, il campo di aviazione ha una sola pista attiva lunga circa 2,5 km ma è servito da operatori dell'unità di controllo pista (runway supervisor unit, RSU) e da veicoli antincendio aeroportuali (aircraft rescue and fire fighting, ARFF) durante le operazioni di volo. Randolph ha pure ultimato importanti ristrutturazioni al commissariato della base, ha rifatto la pavimentazione di Harmon Drive, il viale d'accesso principale alla base, che conduce a "The Taj". Vi sono ulteriori progetti per un nuovo spaccio commerciale interno, gestito dallo Army and Air Force Exchange Service (AAFES).

### Nomi precedenti
- Aviation Field, San Antonio, 18 agosto 1928
- Randolph Field, 27 settembre 1928
- Randolph Air Force Base, 13 gennaio 1948

### Comandi sovraordinati
- Air Corps Training Center, 1 gennaio 1931
- Gulf Coast Air Corps Training Center, 22 agosto 1940
- Air Corps Flying Training Command, 23 gennaio 1942
- AAF Flying Training Command, 15 marzo 1942

Gulf Coast Training Center, 15 marzo 1942
- AAF Training Command, 31 luglio 1943

AAF Central Flying Training Command, 31 luglio 1943
AAF Western Flying Training Command, 1 novembre 1945
Flying Training Command, 1 gennaio 1946
- Air Training Command, 1 luglio 1946

Flying Division, 1 novembre 1946 – 25 agosto 1948
Crew Training Air Force, 16 marzo 1952 – 30 giugno 1957
Flying Training Air Force, 1 luglio 1957 – 1 aprile 1958
- Air Education and Training Command, 1 giugno 1992

### Unità dipendenti
- 46th School Squadron, 12 ottobre 1931 – 30 aprile 1944

rinominato: 46th Basic Flying Training Squadron, 1 settembre 1940
- 47th School Squadron, 2 giugno 1931 – 30 aprile 1944

rinominato: 47th Basic Flying Training Squadron, 1 settembre 1940
- 52d School Squadron, 9 ottobre 1931 – 30 aprile 1944

rinominato: 52d Basic Flying Training Squadron, 1 settembre 1940
- 53d School Squadron, 12 ottobre 1931 – 30 aprile 1944

rinominato: 53d Basic Flying Training Squadron, 1 settembre 1940
- Air Corps School of Aviation Medicine, 30 ottobre 1931 – 15 settembre 1944
- 43d Basic Flying Training Squadron, 1 settembre 1940 – 29 febbraio 1944
- 44th Basic Flying Training Squadron, 1 settembre 1940 – 30 aprile 1944
- 45th Basic Flying Training Squadron, 1 settembre 1940 – 29 febbraio 1944
- 734th Basic Flying Training Squadron, 9 maggio 1942 – 29 febbraio 1944
- 1052d Basic Flying Training Squadron, 11 settembre 1942 – 29 febbraio 1944
- 1053d Basic Flying Training Squadron, 11 settembre 1942 – 30 aprile 1944
- 1054th Basic Flying Training Squadron, 11 settembre 1942 – 30 aprile 1944
- 27th AAF Base Unit (School of Aviation Medicine), 15 settembre 1944 – 27 agosto 1948
- Demobilizing ATC wings:

31st Flying Training Wing, 2 luglio 1945 – 13 ottobre 1946
32d Flying Training Wing, 31 ottobre 1945 – 13 ottobre 1946
33d Flying Training Wing, 31 ottobre 1945 – 13 ottobre 1946
30th Flying Training Wing, 31 luglio 1946 – 13 ottobre 1946
- 3510th Basic Pilot Training Wing, 26 agosto 1948 – 1 maggio 1972

rinominato: 3510th Pilot Training Wing
rinominato: 3510th Flying Training Wing
- USAF School of Aviation Medicine, 27 agosto 1948 – 3 agosto 1959

- 8601st Basic Pilot Training Wing, 27 giugno 1949 – 28 febbraio 1951

rinominato: 8601st Pilot Training Wing
- USAF Air Crew School, 7 agosto 1950 – 8 marzo 1967

rinominato: USAF Advanced Flying School
- 3511th Combat Training Group, 7 agosto 1950 – 1 luglio 1971

rinominato: 3511th Flying Training Group
rinominato: 3511th Combat Crew Training Group
- USAF Helicopter Pilot School, 1 luglio 1956 – 1 luglio 1958
- HQ Air Training Command, 15 settembre 1957 – 1 giugno 1992
- 3300 Support Squadron
- 4937th Air Refueling Wing, 1 luglio 1958 – 15 giugno 1962
- 2310th Air Transport Group, 14 dicembre 1959 – 1 ottobre 1962

rinominato: 4430th Air Transport Group
- USAF Basic Pilot Instructor School, 1 settembre 1960 – 8 marzo 1967
- USAF Instrument Pilot Instructor School, 1 settembre 1961

rinominato: USAF Instrument Flight Center 1 giugno 1992–2008
- HQ USAF Recruiting Service, 15 giugno 1965

rinominato: Air Force Recruiting Service, 1 settembre 1994
- HQ AF Military Personnel Center, 31 dicembre 1971

rinominato: Air Force Military Personnel Center, 1 gennaio 1986
rinominato: Air Force Personnel Center, 1 ottobre 1995 – oggi
- Community College of the Air Force, 1 aprile 1972 – 15 gennaio 1977
- 12th Flying Training Wing, 1 maggio 1972 – oggi
- Nineteenth Air Force, 1 luglio 1993 – 13 luglio 2012; 1 ottobre 2014 - oggi
- 340th Flying Training Group, 1 aprile 1998 – oggi
- 902d Mission Support Group, 1 ottobre 2010 – oggi

## Istruzione
Randolph Air Base dispone del Randolph Field Independent School District. Randolph Field ISD è uno dei tre distretti scolastici dello stato incorporati in una struttura militare; le altre due (sempre nell'area si San Antonio) sono Fort Sam Houston Independent School District e Lackland Independent School District.

## Distretto storico
Il Randolph Field Historic District, posto al centro di Randolph Air Force Base, è un National Historic Landmark. Il distretto consiste di 350 edifici pertinenti, 47 non pertinenti ed altri elementi, per la maggior parte costruiti tra il 1929 ed il 1932, in un'area di circa 1,6 km².